# Вале Рица (Фрозиноне)
Вале Рица је насеље у Италији у округу Фрозиноне, региону Лацио.
Према процени из 2011. у насељу је живело 22 становника. Насеље се налази на надморској висини од 209 м.